# Painkiller (computerspel)
Painkiller is een first-person shooter die is ontwikkeld door People Can Fly en uitgegeven door DreamCatcher Interactive. Het spel is uitgekomen in april 2004 voor Windows en Xbox.
De singleplayer-missie bestaat uit het uitroeien van grote aantallen monsters. Het multiplayer-gedeelte is zeer positief ontvangen en werd twee seizoenen gespeeld tijdens de competities van de Cyberathlete Professional League.

## Plot
Hoofdpersoon Daniel Garner dwaalt rond in het vagevuur, nadat een auto-ongeluk zijn leven en dat van zijn vrouw Catherine heeft gekost. Een afgezant uit het paradijs huurt hem in als huurmoordenaar om vier generaals uit de legers van Lucifer te elimineren in ruil voor een plek in het paradijs.

## Uitbreidingen
Er kwamen vijf uitbreidingen uit, die alleen voor Windows beschikbaar zijn.
- Painkiller: Battle out of Hell (2004)
- Painkiller: Overdose (2007)
- Painkiller: Resurrection (2009)
- Painkiller: Redemption (2011)
- Painkiller: Recurring Evil (2012)

## Ontvangst
Painkiller werd positief ontvangen in recensies. Het spel heeft op aggregatiewebsite Metacritic een score van 81/100. Op GameRankings heeft het spel een score van 82%.
Men prees de variëteit in de levels, de grafische beelden en goede gameplay, maar er was kritiek op steeds herhalende gedeeltes in het spel.